# Mandiopã
Mandiopan ou fritopan é um salgadinho feito a base de fécula de mandioca, o primeiro fabricado no Brasil.
É um alimento rico em amido. As pequenas e duras rodelas esbranquiçadas se transformam em petisco leve e crocante, e deve ser frito antes de consumido. Tinha a fama de ser encharcado de óleo, mesmo assim fez sucesso nas décadas de 1960 e 1990.
Semelhante ao mandiopã é o Hopper, com massa feita a base de farinha de arroz, muito popular no Sri-Lanka. No sul da India são conhecidos como appams.
No Brasil, no século XX, imigrantes japoneses faziam o "Okinawa Sembei", uma espécie de biscoitos chatos feitos a base de fécula de mandioca.

## História
O Mandiopã foi lançado pela Indústria Alimentícia Mandiopã. Um empregado da fábrica, Antônio Gomercindo, (Limeira, 7 de julho de 1937), que começou a trabalhar lá em 1954 aprendeu a fazer a massa do Mandiopã. Depois de um período só ele conhecia o seu segredo.
Na década de 1960 foi um grande sucesso, lançando os sabores queijo, bacon e camarão. A empresa foi absorvida pela Hikari, quando foi lançado o Fritopan, que existiu até o início da década de 1990, quando acabou.
Antônio Gomercindo monta uma nova empresa e relança em nossos dias o clássico Mandiopã.